# Lagraulière

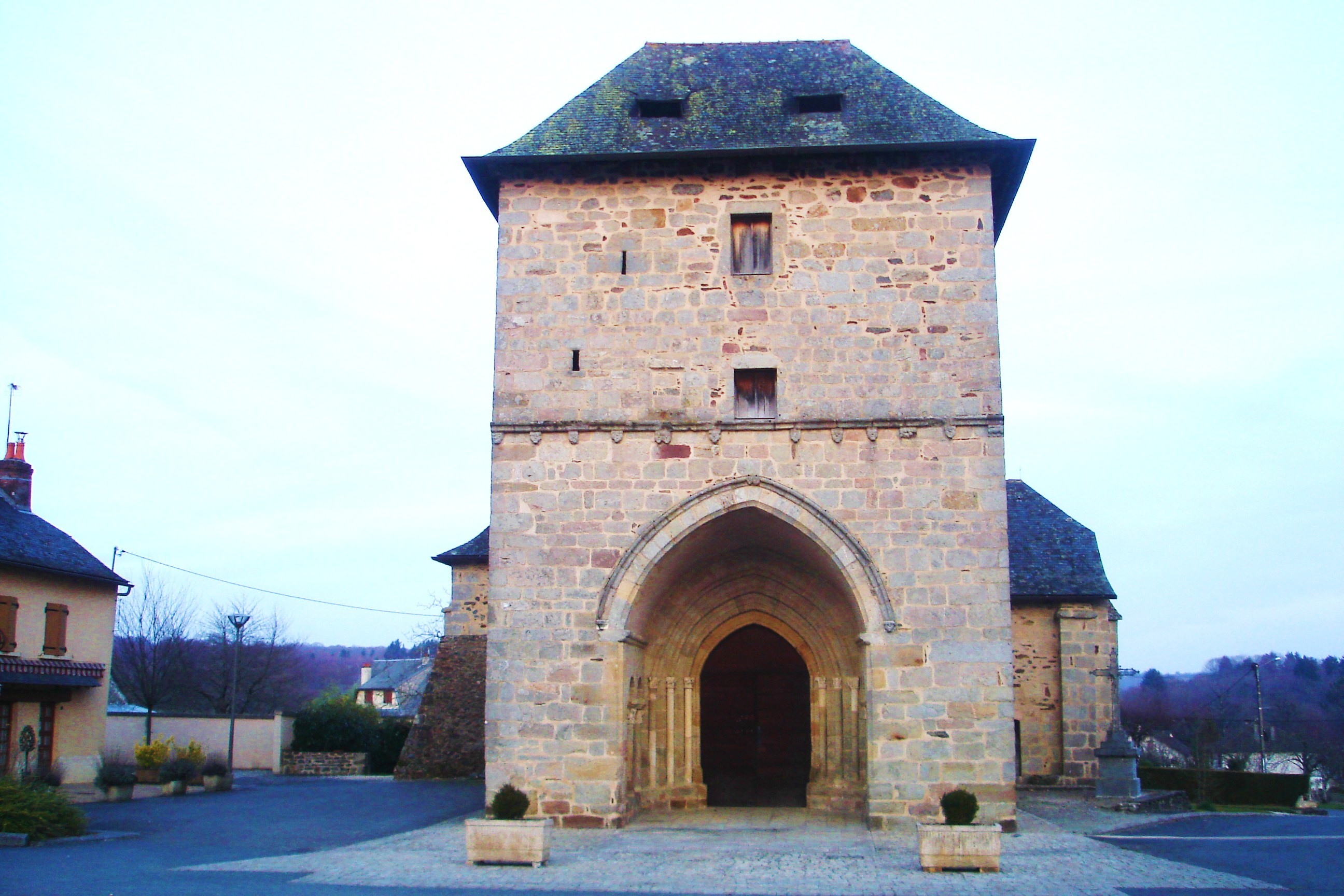
Kościół w Lagraulière, 2009

Lagraulière – miejscowość i gmina we Francji, w regionie Nowa Akwitania, w departamencie Corrèze.
Według danych na rok 1990 gminę zamieszkiwało 968 osób, a gęstość zaludnienia wynosiła 31 osób/km² (wśród 747 gmin Limousin Lagraulière plasuje się na 133. miejscu pod względem liczby ludności, natomiast pod względem powierzchni na miejscu 153.).